# 仙台市立高森小学校
仙台市立高森小学校（せんだいしりつ たかもりしょうがっこう）は、宮城県仙台市泉区高森三丁目にある公立小学校である。

## 概要
泉パークタウンの人口増に伴い、パークタウン内の高森地区にパークタウン内初の小学校である高森小学校が開校した。

## 著名な卒業生
- 佐藤駿（フィギュアスケート選手）

## 沿革
- 1977年（昭和52年）4月1日 - 当時の泉市立野村小学校より分離して開校。
- 1985年（昭和60年）4月1日 - 泉市立寺岡小学校が分離開校
- 1988年（昭和63年）3月1日 - 仙台市立高森小学校に名称変更
- 1991年（平成3年）4月1日 - 仙台市立高森東小学校が分離開校

## 学区
- 高森1丁目 - 4丁目[1]

## 卒業後
- 児童のほとんどが高森中学校へ進学する。